# Schronisko w Łączkach Pierwsze
Schronisko w Łączkach Pierwsze – schronisko w dolnej części Doliny Będkowskiej na Wyżynie Olkuskiej będącej częścią Wyżyny Krakowsko-Częstochowskiej. Administracyjnie znajduje się w Łączkach Kobylańskich, we wsi Kobylany, w gminie Zabierzów, w powiecie krakowskim, w województwie małopolskim.

## Opis obiektu
Znajduje się w orograficznie lewych zboczach Doliny Będkowskiej, u podnóży skały Babka na wzniesieniu Żarnowa. Otwór schroniska widoczny jest z drogi łączącej Łączki Kobylańskie z Brzezinką. Ma 3 m wysokości i 5 m szerokości i znajduje się za nim ślepy korytarz o szerokości 2,5 m i długości 2,5 m. Z prawej strony otworu znajduje się płytka i zawalona wapiennym gruzem wnęka. Skalne dno korytarza wznosi się, a strop obniża. Są w nim progi o wysokości kilkudziesięciu cm.
Schronisko powstało w późnojurajskich wapieniach skalistych. Jest suche, w całości widne i poddane wpływom środowiska zewnętrznego. Nacieków brak. Namulisko skąpe. Pierwotnie miało grubość około 1 m, ale zostało usunięte. Obecnie jego grubość nie przekracza 20 cm i składa się z wapiennego gruzu zmieszanego z jasnym iłowym osadem. Na ścianach rozwijają się glony i porosty, a w otworze wejściowym rośliny wyższe. Ze zwierząt wewnątrz obserwowano pająki.

## Historia
Schronisko znane było od dawna. Po raz pierwszy opisał go Kazimierz Kowalski w 1951 r. Aktualną dokumentację sporządził Andrzej Górny we wrześniu 2009 r. Plan opracował M. Pruc.
S.W. Alexandrowicz w schronisku prowadził badania archeologiczne, podczas których wybrał jego namulisko. Znalazł w nim szczątki bogatej holoceńskiej fauny ślimaków i kręgowców (płazów, gadów i ssaków), należących łącznie do 30 taksonów, oraz fragmenty ceramiki pochodzącej z XII – XIII wieku. W 1992 r. w opisie wyników tych badań opublikował także opis jaskini, jej przekrój poprzeczny i profile osadów.
Na wzniesieniu Żarnowa znajdują się jeszcze dwa inne schroniska: Schronisko w Łączkach Drugie i Schronisko w Łączkach Trzecie.

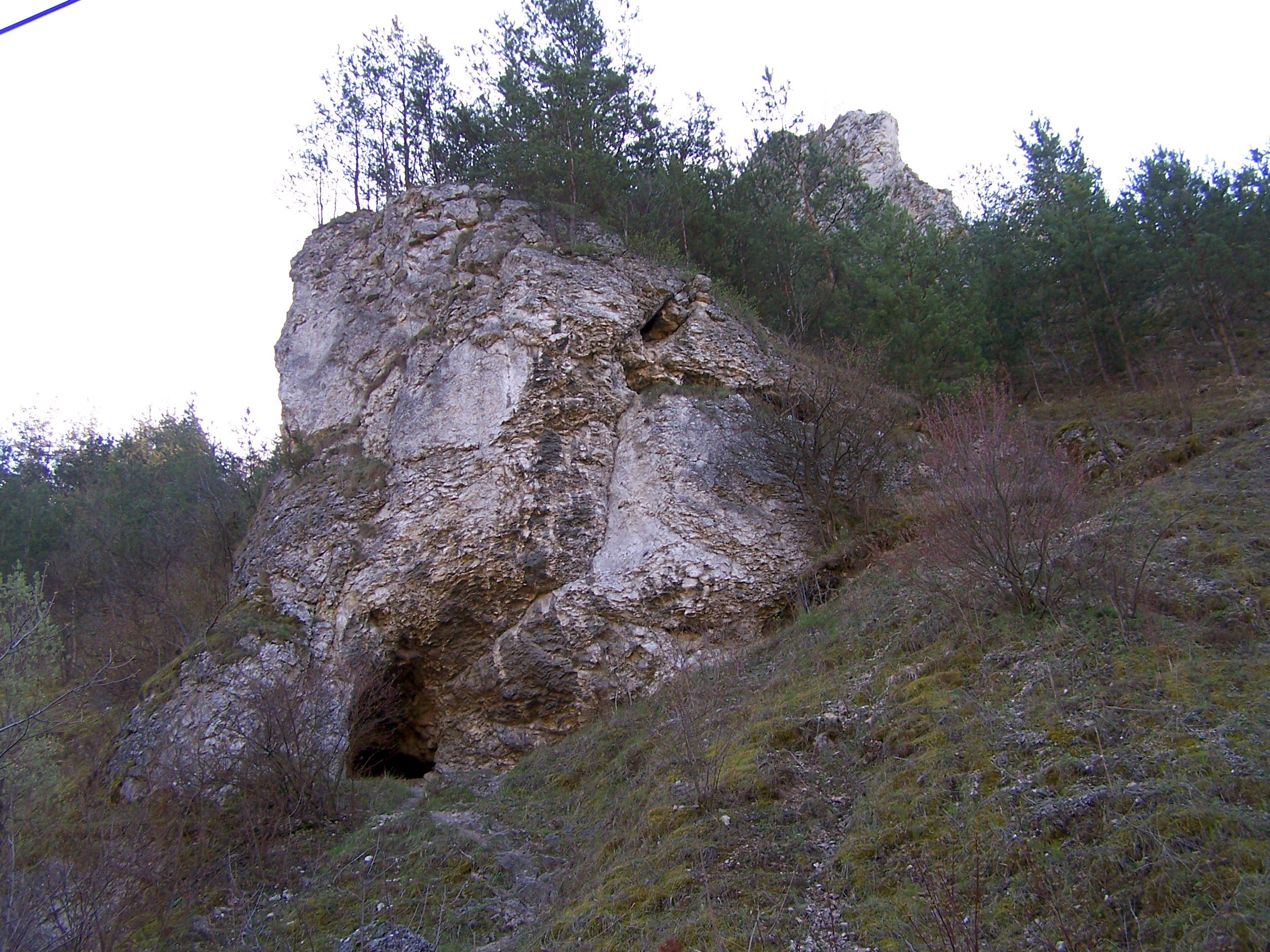
Otwór schroniska u podstawy skały
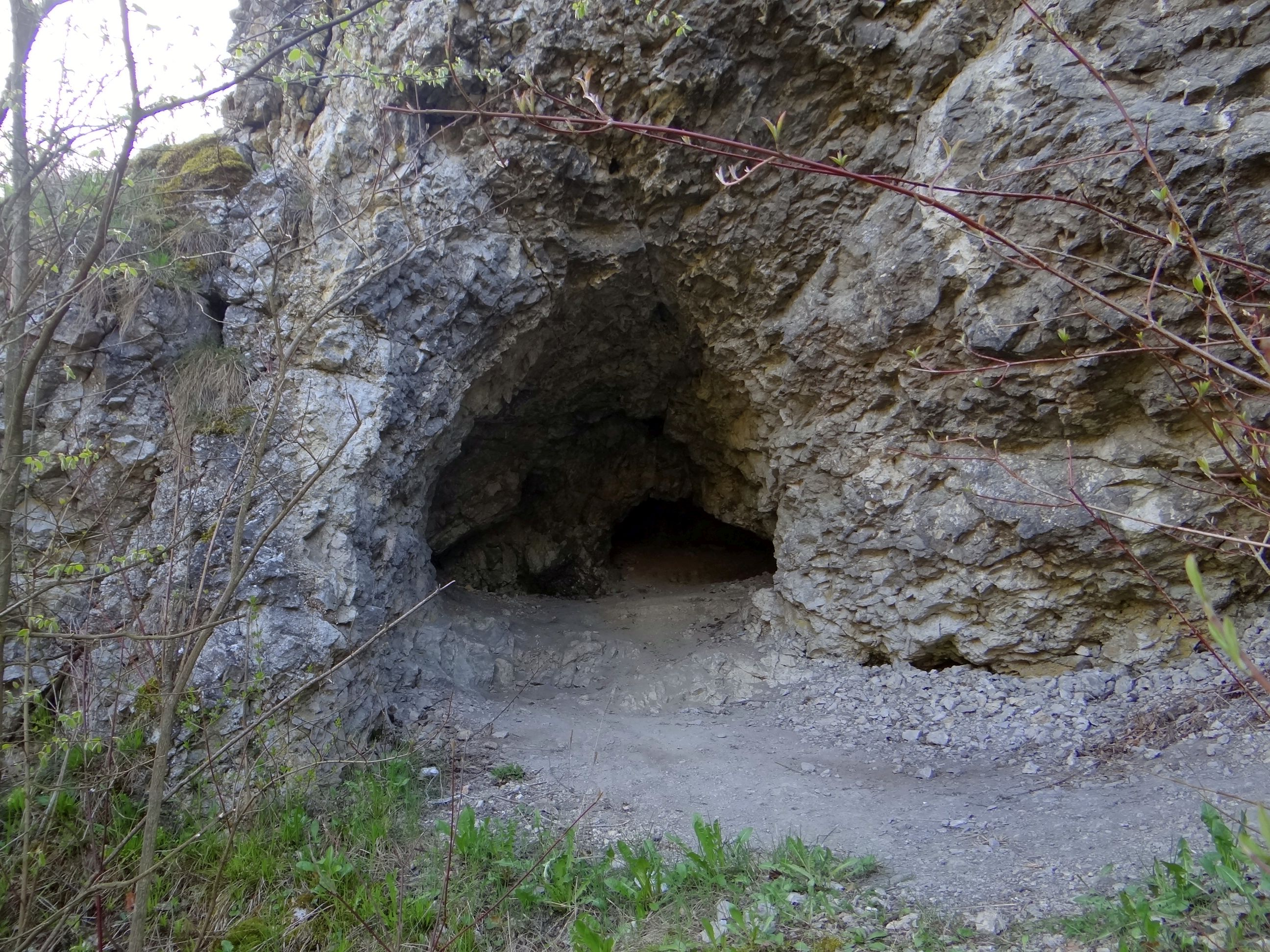
Otwór
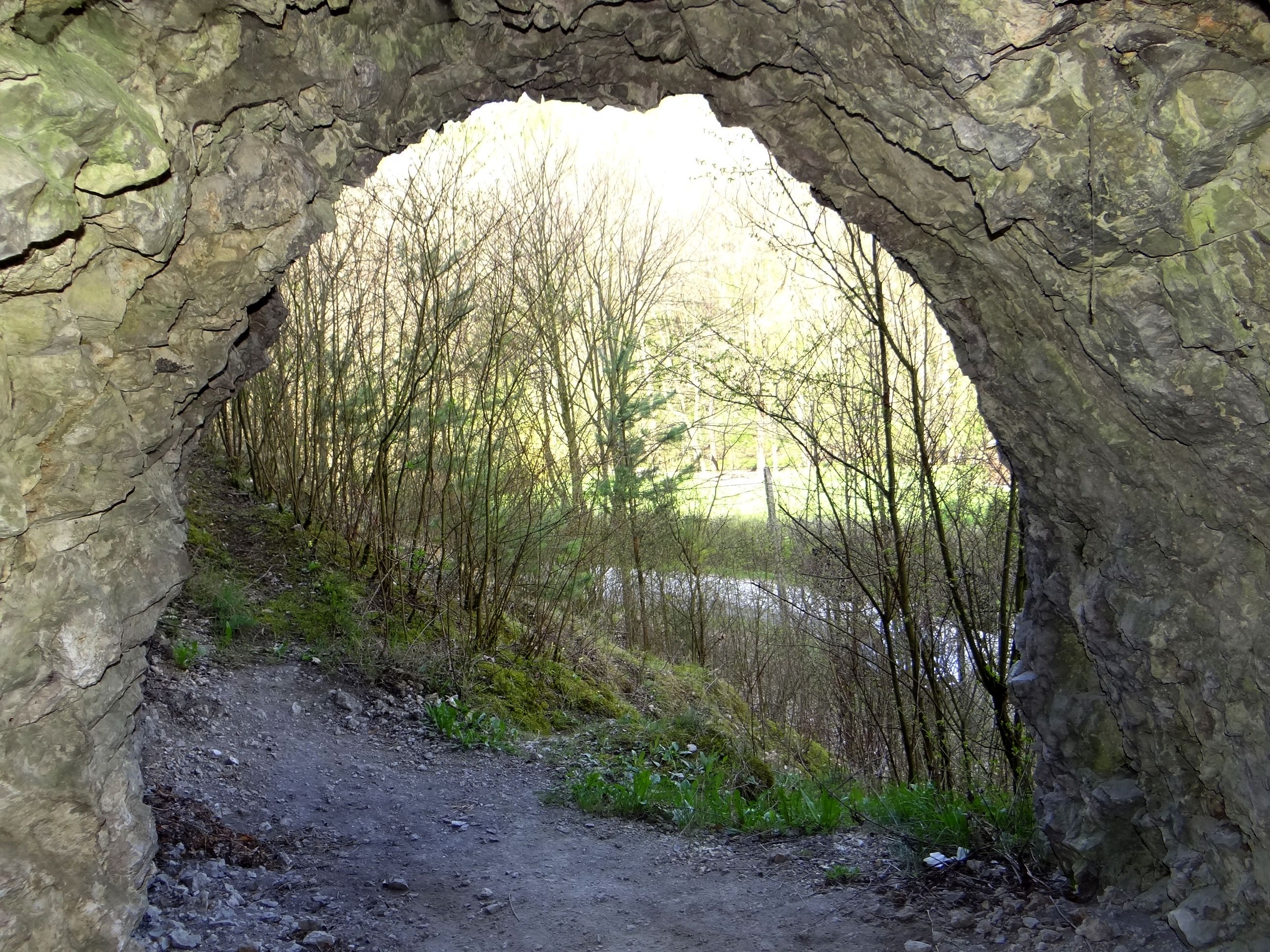
Widok z komory schroniska